# マッターホルン・ゴッタルド鉄道HGm4/4形ディーゼル機関車

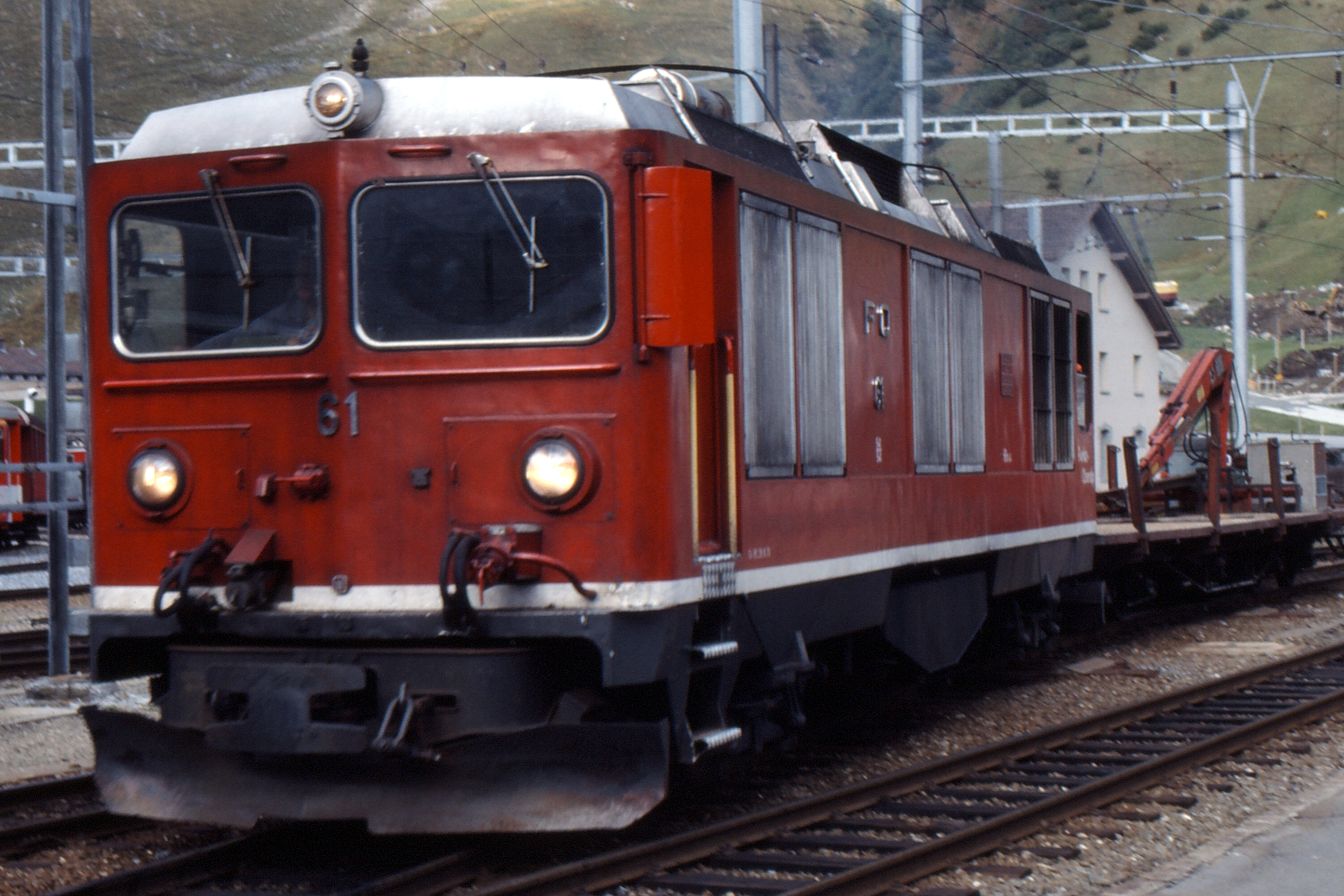
HGm4/4 61号機、フルカ・オーバーアルプ鉄道塗装、原形、アンデルマット駅、1983年

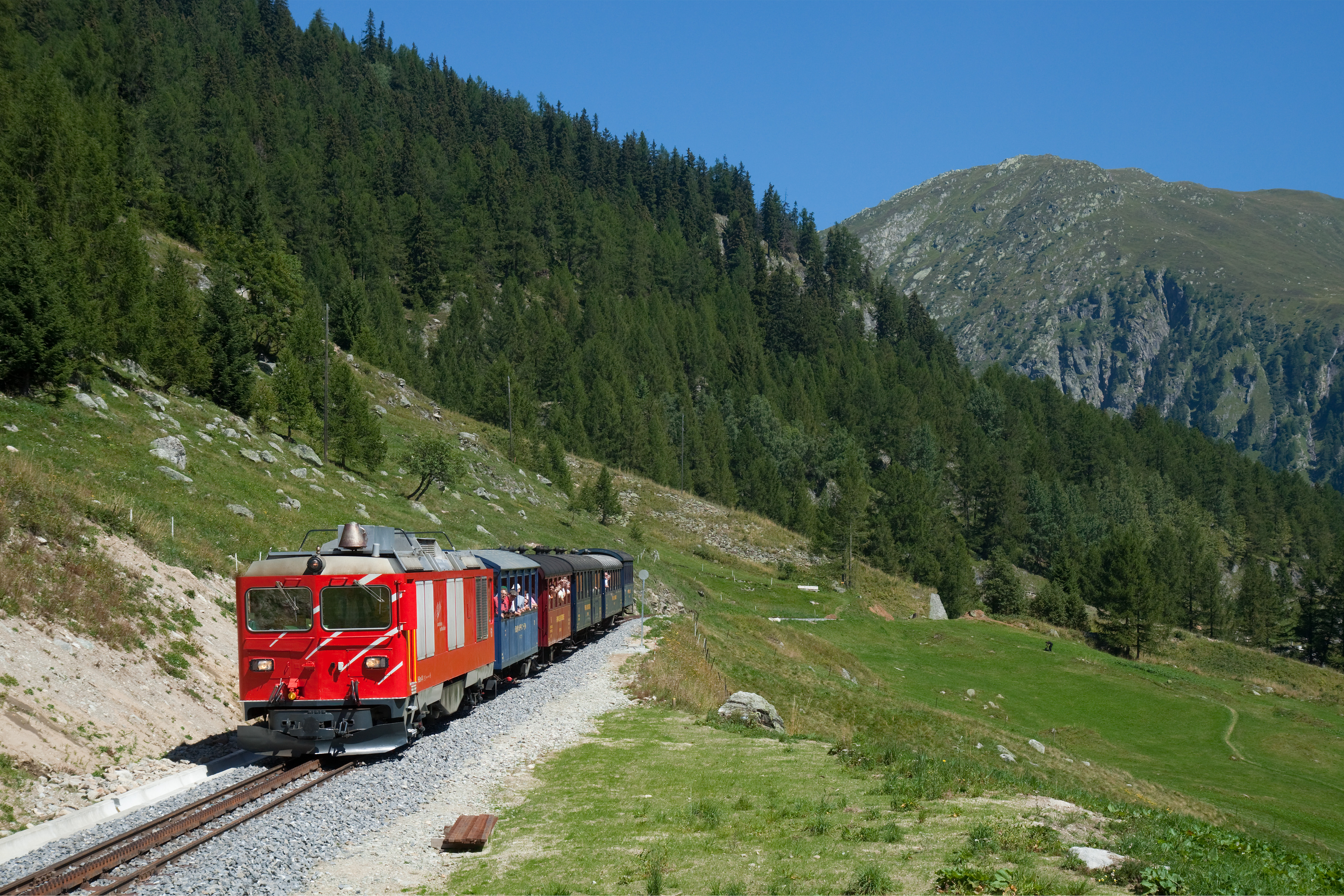
フルカ山岳蒸気鉄道で観光列車を牽引するHGm4/4形、前照灯改造、主機換装・消音器変更後、マッターホルン・ゴッタルド鉄道塗装、2013年

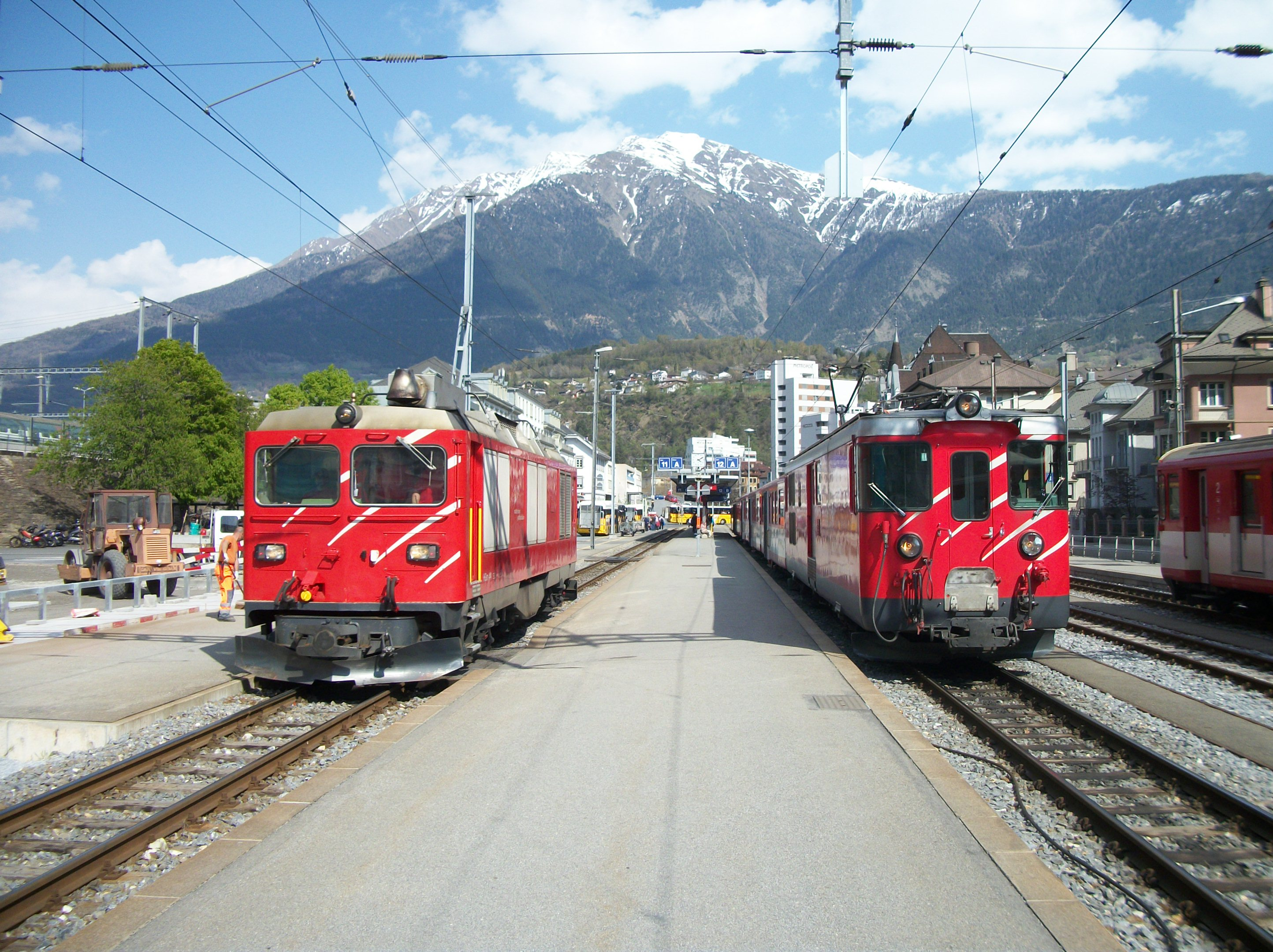
前照灯改造、主機換装・消音器変更後のHGm4/4形（左側）、マッターホルン・ゴッタルド鉄道塗装、ブリーク駅、2009年

マッターホルン・ゴッタルド鉄道HGe4/4形ディーゼル機関車（マッターホルン・ゴッタルドてつどうHGeh4/4がたでぃーぜるきかんしゃ）は、スイス南部の私鉄であるマッターホルン・ゴッタルド鉄道（Matterhorn-Gotthard-Bahn (MGB)）の山岳鉄道用ラック式の電気式ディーゼル機関車で、同鉄道の前身であるフルカ・オーバーアルプ鉄道が導入した機体である。

## 概要
2003年にブリーク・フィスプ・ツェルマット鉄道Brig-Visp-Zermatt-Bahn (BVZ) と合併してマッターホルン・ゴッタル ド鉄道となる以前のフルカ・オーバーアルプ鉄道の本線は1940-42年に交流11000V 16 2/3Vでの電化がなされていたが、工事列車や除雪列車などの事業用として従来のラック式蒸気機関車であるHG3/4形蒸気機関車の3、4、5、10号機の4機が引き続いて使用されていた。特に、1982年にフルカベーストンネルが開業するまでは、標高2431mのフルカ峠を全長1874m、標高最大2162mのフルカトンネルで越える区間は豪雪・雪崩多発地帯であり、10月半ばから翌6月初めまでの冬季はオーバーヴァルト - レアルプ間を運休して架線や一部橋梁を撤去し、春にはこれらや損傷した軌道の復旧および除雪を行っていたため多くの工事列車が必要となっていた。しかし、1960年代にはこれらの蒸気機関車は老朽化が進んでおり、その代替として計画された電気式ディーゼル機関車がHGm4/4形である。また、当時のフルカ・オーバーアルプ鉄道の本線は沿線に大きな都市や観光地がなく、全長約100kmの路線であったが1960年代でもHGe4/4I形電気機関車7機とABDeh2/4形電車4機が列車を牽引して運行されており、1917年にシェレネン鉄道として開業し、後の1961年にはフルカ・オーバーアルプ鉄道に統合されたシェレネン線はHGe2/2形電気機関車4機とABDeh2/4形電車1機とが牽引する列車で主に運行されていたが、いずれも輸送力の増強が必要な状況であり、本形式が事業用としてのみならず多客期や運休期間前後で架線の撤去されたフルカ峠越え区間などでは通常の旅客列車、貨物列車を牽引することも想定されており、HG3/4形の入線できない最急勾配179パーミルのシェレネン線でも運行ができるよう計画されていた。
スイスにおけるディーゼル機関車は、入換用トラクターやドイツ等からの輸入機を除くと大型機から10t程度の小型機に至るまでほとんどが液体式ではなく電気式となっており、本形式も電気式で計画をされると同時に、同じ1000mm軌間でフルカ・オーバーアルプ鉄道とはディセンティス/ミュスターで接続するレーティッシュ鉄道が導入を計画していたGem4/4形ディーゼル/電気兼用機関車と共通設計することとし、車体、機関および発電機等が共通品で外観も同一、電気機器、ラック式台車などが専用品となっている。レーティッシュ鉄道のGem4/4形は、本形式と同じく除雪列車や工事列車用として残存していた蒸気機関車の代替を目的としていたほか、交流11000V 16 2/3Hzの同鉄道本線系統と直流1000Vのベルニナ線の直通運転も想定して直流区間では電気機関車として運転される機体であり、フルカ・オーバーアルプ鉄道のHGm4/4形とは設計要件が似通っていたものである。このような経緯で製造された本形式のSLM製番は、Gem4/4形の4588、4589に対して4632および4633であり、ラック式台車と駆動装置を装備して1時間定格出力770kW、牽引力220kNを発揮し、最大勾配179パーミルで60tの列車を牽引可能な性能を有するラック式電気式ディーゼル機関車となっている。なお、車体、機械部分、台車の製造をSLMおよびRACO、電機部分、主電動機の製造をBBCおよびMFOが担当しており、それぞれの機番とSLM製番、製造所、製造年は下記のとおりである。
- 61 - 4632 - SLM/BBC/MFO/RACO - 1967年
- 62 - 4633 - SLM/BBC/MFO/RACO - 1967年[10]

## 仕様

### 車体
- 車体はGem4/4形と同一の角張ったデザインの箱形で、13000mmの車体長、8000mmの台車中心間距離とも同一となっているが、本形式は軸距が590mm長いラック式台車を装備するため、台車に装備される連結器が前方に張出しており、全長ではGem4/4形より100mm長くなっている。また、台枠は型材を溶接組立により箱状として台車をその中に収める形で装荷 し、荷重は台枠下部の側受で受ける形のものとなっており、下部が内側に絞られて逆台形の形状となっているのが特徴である。
- 車体内部は前後の長さ1400mmの運転室と3室の機械室で構成されており、機械室は中央が長さ2300mmの制御機器および補機室、その前後が長さ3690mmの機関および発電機室となっている。機械室側面には片側3箇所のルーバーが設けられ、1箇所がエンジンのラジエーター、その他が冷却気取入口で、左右6箇所のうち片側中央の制御機器室部分のみはダミーとなっており、また、それぞれは観音開きの点検扉を兼ねている。屋根は機械室部分の屋根を3分割して取外しが可能な構造となっており、前後部には主機のラジエーターの冷却ファンおよび排気消音器2基ずつが設置され、肩部は空気取入口となっており、中央部にはブレーキ用の抵抗器が搭載されている。
- 正面は2面折妻で2枚窓、窓下部に大型の丸型前照灯を2箇所と上部中央に小型の丸型前照灯を1箇所設置しており、下部は台枠が若干前方に張出して足掛けとなっている。連結器は台車取付のねじ式連結器で緩衝器が中央、フック・リングがその左右にあるタイプ で、連結器周囲には重連総括制御用および暖房引通用、除雪車への電力供給用の電気連結器とブレーキ用の連結ホースが設置されるほか、先頭下部の台車端部には大型スノープラウが設置され ている。運転室はフルカ・オーバーアルプ鉄道標準の左側運転台ではなく、レーティッシュ鉄道Gem4/4形と同様に同鉄道標準の右側運転台[11]となっており、運転台は中央にスイスやドイツで一般的な 円形のハンドル式のマスターコントローラーが、右側に縦軸式のブレーキ弁が設置され、運転席横の窓は下落し式で反運転台側には乗降扉および車体隅部にバックミラー付の小窓が設置されている。
- 車体塗装はそれまでのフルカ・オーバーアルプ鉄道の濃赤色より色調の明るい赤色をベースに車体台枠部をグレーとして赤色との境界部に白色の細帯を入れ、側面のルーバーを銀色とし、側面荷物室扉の右側に"FO"と機番の、正面中央に機番の切抜文字をそれぞれ設置している。また、屋根および屋根上機器が銀色、床下機器と台車はダークグレーであった。
- その後1989年以降フルカ・オーバーアルプ鉄道では順次新塗装を導入しているが、本形式は大きな変更は行われず、側面乗務員室窓下部に”Furka Oberalp"のレタリングが入れられ、車体裾部の白色細帯が若干太くなった程度の変更となっている。そのほか、荷物室扉等の銀色や各切り抜き文字と紋章の配置、屋根上、床下塗装も従来通りであった。
- マッターホルン・ゴッタルド鉄道となった際には同鉄道の標準的な塗装に変更されており、車体裾部の白色帯が無くなり、車体側面左側に同鉄道のロゴとシンボルマークが入れられているほか、正面にもシンボルマークの一部が入れられている。また、切抜文字類はすべて撤去され、乗務員窓下部に機番の、乗務員室扉横下部に形式名のレタリングが入れられている。

### 走行機器
- 主機として定格出力485kW/2000rpmのCummins製V型12気筒のVT12-825ディーゼルエンジンを2台搭載しており、走行時にはエンジンに直結した発電機の出力を制御する。主電動機は2S2P接続で、通常走行時は発電機を2台直列に接続し、低速走行時には1台の発電機のみで走行する。なお、低速走行時は残ったエンジンと発電機の出力はXrote 4931-4933形ロータリー式除雪車への電力供給に使用することができるほか、電気ブレーキとして抵抗制御による界磁交換式の発電ブレーキを装備しており、屋根上にブレーキ用の抵抗器を備えている。なお、レーティッシュ鉄道のGem4/4形の電機品および主電動機は同鉄道ベルニナ線のABe4/4 41-49形のSAAS[12]およびBBC製のものをベースとしており、本形式のものとは異なるものとなっている。
- 主電動機は直流直巻整流子電動機を4台搭載し、1時間定格は出力770kW、牽引力144kN（於17.5km/h）、連続定格出力700kW、最大牽引力220kNの性能を発揮する。冷却は冷却ファンによる強制通風式で、冷却風は車体側面の吸気口から吸入する。
- 台車は軸距2790mm、動輪径790mm、ピニオン径688mmのラック式台車で、基本的構造はベルン・レッチュベルク・シンプロン鉄道[13]のAe4/4形やスイス国鉄のRe4/4I形で採用され、当時のスイスの機関車の標準的台車となっていた、枕ばねに重ね板ばねを使用した軽量台車となっている。また、駆動装置はベルナーオーバーラント鉄道のABeh4/4I形で採用されたクラッチ付きのものをベースに、主電動機出力軸端部へのバンドブレーキの追加、ラック区間走行時の粘着動輪の開放機能の追加などの最急勾配179パーミル対応などの改良を施したものとなっている。 なお、この台車はその後Deh4/4 51-55形、Deh4/4 91-96形、旧ブリーク・フィスプ・ツェルマット鉄道のDeh4/4 21-24形に改良型が装備されており、1980年代までのマッターホルン・ゴッタルド鉄道の標準的ラック式台車となっている。
- 台車枠は鋼板の溶接組立式で側梁と端梁、側梁間に3本設けられた中梁で構成され、側梁の中央部が左右に張出した（その下部に枕ばねが配置される）形状となっている。また、軸箱支持方式は円筒案内式、枕ばねは重ね板ばね、軸ばねはコイルばね、動輪はスポーク式で、牽引力および荷重の伝達は以下の通り。
  - 牽引力：動輪およびピニオン→軸箱→軸箱支持装置→台車枠→台車中央の心皿穴に配置されたセンターピン→左右の車体支持用側受の間（台車の台車枠と枕ばね/揺れ枕の間を通る）に渡された車体支持梁中央の心皿穴→車体台枠側梁下部の車体支持部→車体台枠
  - 荷重：車体台枠→車体台枠側梁下部の車体支持用側受→左右の車体支持用側受の間に渡された車体支持梁→車体支持梁と枕ばね間の摺板（台車の回転方向の動きを吸収）→左右1組ずつの重ね板ばね式枕ばね（台車の上下方向の動きを吸収）→台車枠→軸ばね→軸箱→動輪
- ラック方式はラックレールが2条のアプト式[14]で、ピニオンは各動軸にフリーで嵌込まれており、動輪と同じ主電動機で駆動され、動輪のタイヤの1/2磨耗した時に動輪とピニオンの周速が一致するようにギヤ比が設定されている。この方式は、フルカ・オーバーアルプ鉄道でもHGe4/4I形以降標準的に使用されていた方式で、構造が単純で小型化もできることから現在でもスイス製のラック式電車では最も実績のある方式となっている。一方でこの方式は直径の異なる動輪とピニオンが歯車を介して機械的に接続されるものであるため、大出力の機体では動輪径によっては周速の差による駆動装置への負担が大きくなるため[15]本形式の駆動装置では、動輪側の駆動系統に電磁空気作動式の摩擦クラッチを組込んで過負荷を吸収する構造としているほか、動輪を駆動系から開放して純ラック式電車として運行することもできるものとなっている。主電動機は台車枠の横梁間に枕木方向に装荷され、そこから吊り掛け式に装荷された駆動装置を経由して動輪とピニオンに伝達される方式で減速比は動輪が1:8.54、ピニオンが1:7.50であり、動力の伝達経路は以下の通りとなっている。
  - 動輪：主電動機出力軸 - 弾性継手 - 主電動機軸と同軸の中空軸に設けられた小歯車 - 中間軸の大歯車 - 大歯車に組込まれたクラッチ - 中間軸と同軸の中空軸の中間歯車 - 中間歯車 - 動軸用大歯車 - 粘着動輪
  - ピニオン：主電動機出力軸 - 弾性継手 - 主電動機軸と同軸の中空軸に設けられた小歯車 - 中間軸の大歯車 - 中間軸の中間歯車 - 中間歯車 - 動軸と同軸の中空軸に設けられたピニオン用大歯車 - ピニオン
- 基礎ブレーキ装置として、各動輪に作用する踏面ブレーキを1台車あたり計4組（ブレーキシリンダは各1基ずつ計4基）、ピニオン併設のブレーキドラムに作用するバンドブレーキを1台車あたり2組（ブレーキシリンダは各1基ずつ計2基）、主電動機出力軸端に設置されたブレーキドラムに作用するバンドブレーキを1台車あたり2組（ブレーキシリンダは各1基ずつ計2基）を装備しており、主電動機軸端ブレーキは非常用および駐機用として使用されるばねブレーキとなっており、ブレーキシリンダ内にコイルばねを組込んでいる。また、機体両端の動輪に砂撒き装置が設置されており、砂箱はスノープラウ内に設けられている。
- ブレーキ装置は主制御器による発電ブレーキ、踏面ブレーキと主電動機軸のバンドブレーキに作用する自動空気ブレーキ、ピニオンに作用する直通空気ブレーキ、非常停止用および駐機用のばねブレーキ、手ブレーキ、客車などの列車用の自動真空ブレーキ装置を装備しており、ラック区間での牽引トン数は110パーミルで110t、179パーミルでは60tとなっている。
- このほか補機は主抵抗器用送風機、主電動機用送風機、電動空気圧縮機、電動真空ポンプ、制御用の36Vおよび主機用の24Vの蓄電池などとなっている。

### 改造
- HGm4/4 61号機は1985年、62号機は1986年に主機をVT12 825から同じCummins製V型12気筒のVTA1710に換装し、定格出力を485kWから600kWに増強している。この機関はボア×ストロークが140×152mmで排気量28lの汎用エンジンとなっている。
- さらにその後HGm4/4 61号機は2006年、62号機は2009年に更新改造を行い、主機を同じくCummins製直列6気筒でボア×ストロークが170×170mm、排気量23.15lのQSK23に換装し、定格出力は708kWとなっている。また、この際に屋根上の排気消音器が交換され、機関1基あたり各2基、計4基搭載していたものを大型のものを各1基、計2基に変更している。なお、この際に正面の列車暖房引通し用の電気連結器を撤去している。
- 下部左右の前照灯は1980年代に大型の丸形灯の内側上部に赤色の標識灯を組込んだものに交換され、その後1990年代には近年のスイス鉄道車両標準となる小型の角型の前照灯と標識灯のユニットに順次交換されている。

### 主要諸元
- 軌間：1000mm
- 動力方式：ディーゼル機関による電気式
- 最大寸法：全長13990mm、全幅2700mm、全高3820mm、屋根高3300mm
- 軸配置：Bo'zzBo'zz
- 軸距：2790mm
- 動輪径：790mm
- ピニオン径：688mm
- 台車中心間距離：8000mm
- 自重：54.0t
- 走行装置
  - 主機：Cummins製 VT12-875 水冷V型12気筒4サイクルディーゼルエンジン×2基、定格出力485kW[16]
  - 主電動機：直流直巻整流子電動機×4台
  - 減速比：8.54（動輪）、7.50（ピニオン）
- 性能
  - 定格出力：770kW（1時間定格、於17.5km/h）、700kW（連続定格）
  - 牽引力：144kN（1時間定格、於17.5km/h）220kN[17]（最大）
  - 牽引トン数：110t（110パーミル・ラック区間）、60t（179パーミル・ラック区間）
- 最高速度
  - 粘着区間：50km/h
  - ラック区間：30km/h
- ブレーキ装置：発電ブレーキ、自動空気ブレーキ、直通空気ブレーキ、ばねブレーキ、手ブレーキ、列車用自動真空ブレーキ

## 運行

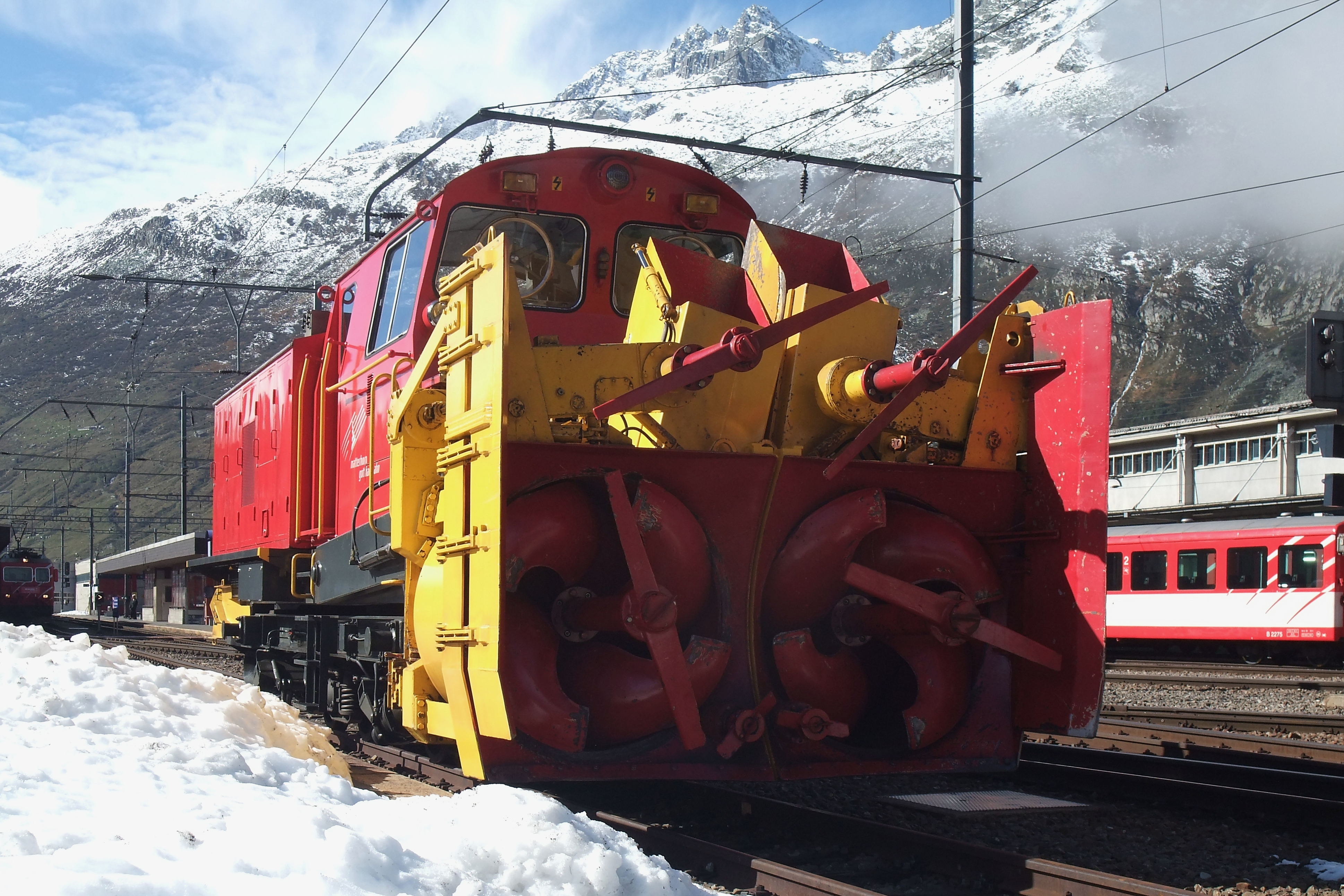
HGm4/4形とともに除雪列車で使用されるX^{rot e} 4934号車、アンデルマット駅、2013年

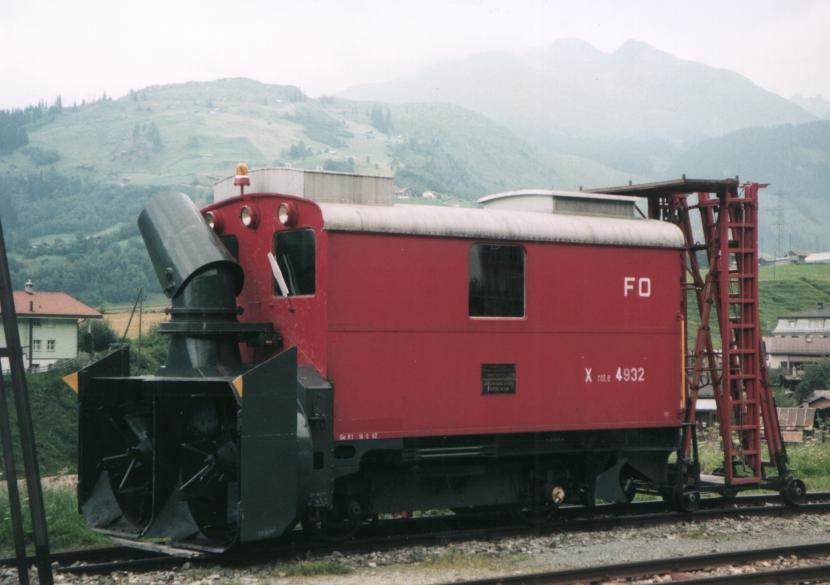
HGm4/4形とともに除雪列車で使用されるX^{rot e} 4932号車、ディセンティス/ミュスター駅

- マッターホルン・ゴッタルド鉄道の旧フルカ・オーバーアルプ鉄道区間およびシェレネン線で除雪列車や工事列車の牽引に使用されている。
- 旧フルカ・オーバーアルプ鉄道の本線は現在では全長96.9km、最急勾配110パーミル（粘着区間は67パーミル）標高671-2033mで旧ブリーク・ フィスプ・ツェルマット鉄道およびBLS AG[18]のレッチュベルクトンネルおよびレッチュベルクベーストンネル方面、スイス国鉄のローザンヌおよびシンプロントンネル方面と接続するブリークから、レーティッシュ鉄道のクール方面に接続するディゼンティス/ミュスターを結ぶ路線であり、1982年のフルカベーストンネル開業前は旧フルカ峠区間は豪雪、雪崩多発地帯のため、冬季は運休していた。運休に際しては架線を撤去していたほか、フルカロイス川を越える勾配110パーミル、全長36mのシュテッフェンバッハ鉄橋[19]についても一時的に撤去されており、両端1/3ずつを陸上へ引き上げ、そのうちの下流側端部1/3とともに河岸側へ引寄せられた中央部1/3は橋台に沿って下方へ折りたたむことによって雪崩の被害を回避していた。このため、秋および春にはこれらの撤去物や損傷した軌道の復旧および除雪を行っていたため、多くの工事列車が必要となっていた。
- 旧シェレネン鉄道のシェレネン線は全長3.7km、最急勾配179パーミル一部181パーミルが存在するで、標高1435mのフルカ・ オーバーアルプ鉄道のアンデルマットと標高1106mのでスイス国鉄ゴッタルド線のゴッタルドトンネルおよびアルトドルフ方面に接続するゲシェネンを結ぶ路線である。
- 本形式は導入後予定通り各種工事列車や除雪列車で使用されたほか、通常の旅客列車、貨物列車の牽引にも多用されていたが、1971年にDeh4/4 51-55形荷物電車と客車、制御客車による4両編成のシャトルトレインの導入による輸送力増強に伴ってその運用は減少している。
- 冬季には除雪列車の運行に使用されているが、スイスでは多くの除雪列車が電気機関車の推進で運転されており、フルカ・オーバーアルプ鉄道およびマッターホルン・ゴッタルド鉄道でも HGe4/4I形などの電気機関車が引続き本形式と並行して除雪列車に使用されている。両鉄道の旧フルカ・オーバーアルプ鉄道線で使用されている除雪車は以下の通り。
  - ラッセル式除雪車
    - X 4901形、X 4902-4093形、X 4906形、X 4908形[20]

  - ロータリー式除雪車
    - Xrot e 4931-4933形、Xrot m 4934形（アンデルマット駅常駐）、Xrot m 4935形（ブリーク駅常駐）
- 1941-45年製で、本形式が導入された1960年代当時フルカ・オーバーアルプ鉄道で主力として運用されていたXrot e 4931-4933形ロータリー除雪車は、それまで除雪装置の駆動用の電力をHGe4/4I形から供給される交流電源としていたが、本形式の導入に合わせてこれを本形式から供給する直流電源に変更する改造をMFOにて実施している。なお、その後1980年と1986年に増備され、現在主力として使用されているXrot m 4934形とXrot m 4935形ロータリー除雪車については自車に発電用のディーゼル機関を搭載しており、本形式などからの電源供給は不要となっている。
- 1991年4月18日のランダの崩落[21]により旧ブリーク・フィスプ・ツェルマット鉄道線およびその沿線が大きな被害を受けた際には同鉄道へ貸し出され、仮復旧された同線で4月22日から2度目の崩落で再度被害を受けた5月9日まで貨物列車などを牽引している[22]。なお、2006年にマッターホルン・ゴッタルド鉄道となった後も本形式は基本的に旧フルカ・オーバーアルプ鉄道線で運行されている。
- フルカベーストンネル開業により廃線となったフルカ峠越えのレアルプ - オーバーヴァルト間は、フルカ山岳蒸気鉄道[23]によって夏季運行の観光鉄道として1992年よりレアルプ側から順次非電化路線のとして復旧され、2010年に全線が開業している。この路線は主に旧フルカ・オーバーアルプ鉄道のHG3/4形の1、4、9号機と旧ブリーク・フィスプ・ツェルマット鉄道のHG2/3形の6、7号機の各蒸気機関車が当時の客車を牽引する列車によって運行されているが、現在では本形式もはフルカ山岳蒸気鉄道で旧形客車を牽引する観光列車として運行されており、2014年ダイヤでは7-9月の週末に1日2往復が設定されている。
- 現在ではHGm4/4 61号機がアンデルマット、62号機がブリークの常駐となっている。

## 同形機
- フルカ・オーバーアルプ鉄道と同時にレーティッシュ鉄道が導入したGem4/4形ディーゼル/電気機関車は前述の通り、除雪列車や工事列車用として残存していた蒸気機関車の代替と、交流11000V 16 2/3Hzの本線系統と直流1000Vのベルニナ線の直通運転も想定した機体であり、直流区間ではABe4/4 41-49形電車と同一性能で重連総括制御も可能な電気機関車として運用されている。
- 2001-02年に大規模な改修を受け、一旦車体を切断して新造の運転室を取付けて前面および運転室側面のスタイルが変更されたほか、運転台はGe4/4III形 650-652号機やBDt 1751-1758形制御客車と同じものとなっている。また、もともとHGm4/4形と同じVT12-875であったディーゼル機関は定格出力709kWのCummins製QST30-Lに換装されたほか、電機品は補機も含めても交換もしくは更新されている。

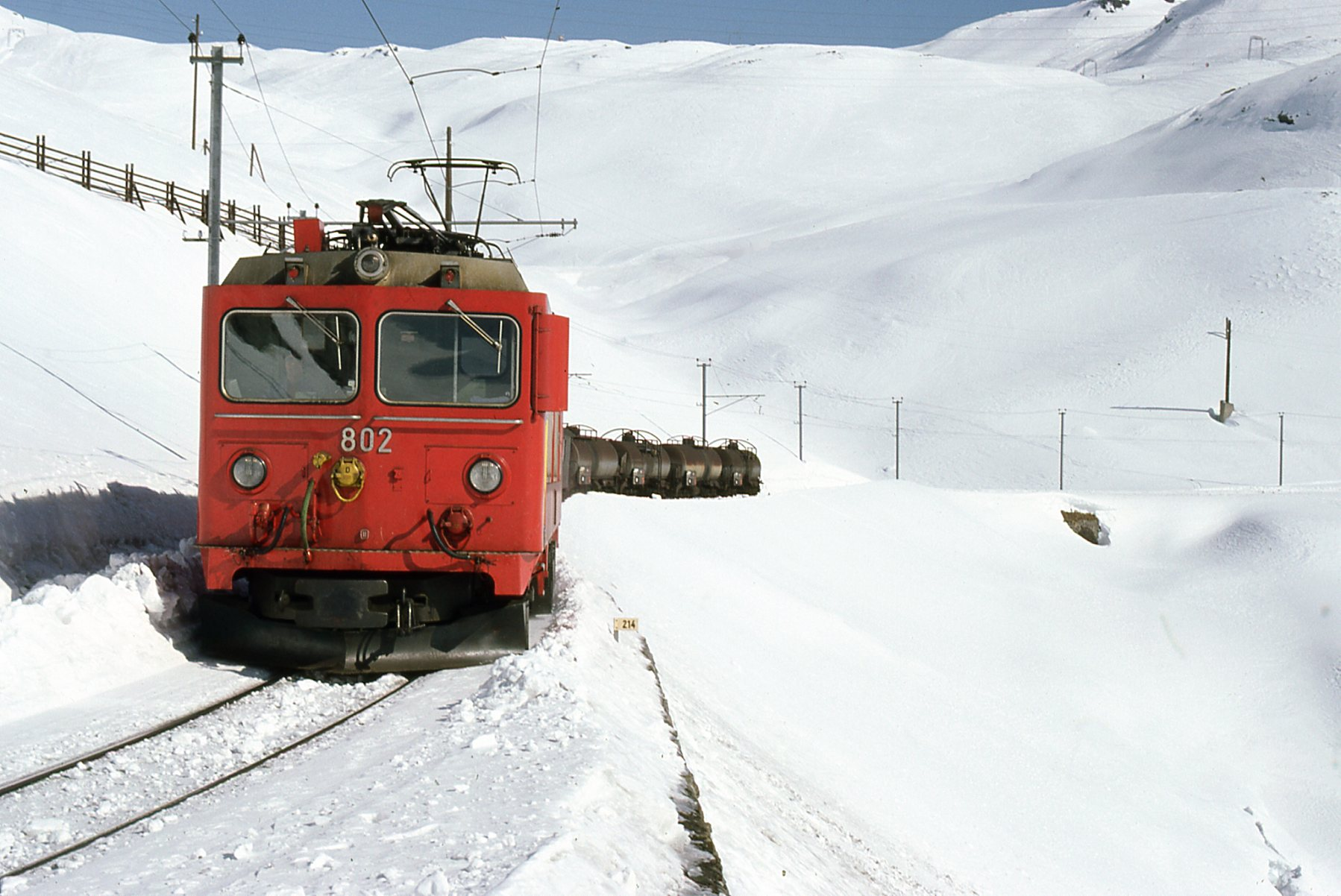
HGm4/4形と同形態のディーゼル/電気機関車のGem4/4形、原形、ベルニナ線で貨物列車を牽引、1980年頃
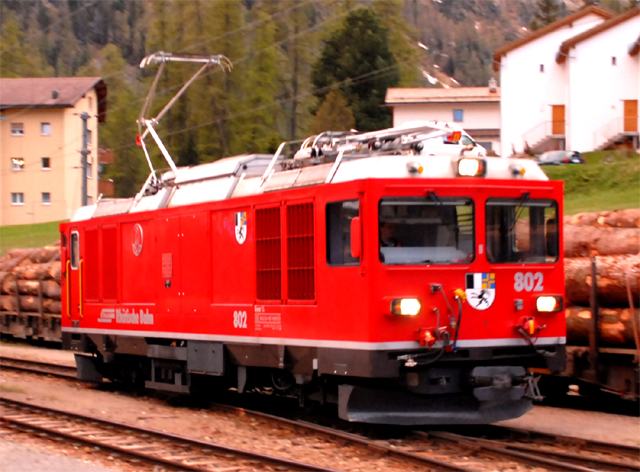
更新改造後のGem4/4 802号機、前後運転室部は完全な新車体となっている、ポントレジーナ駅、2010年
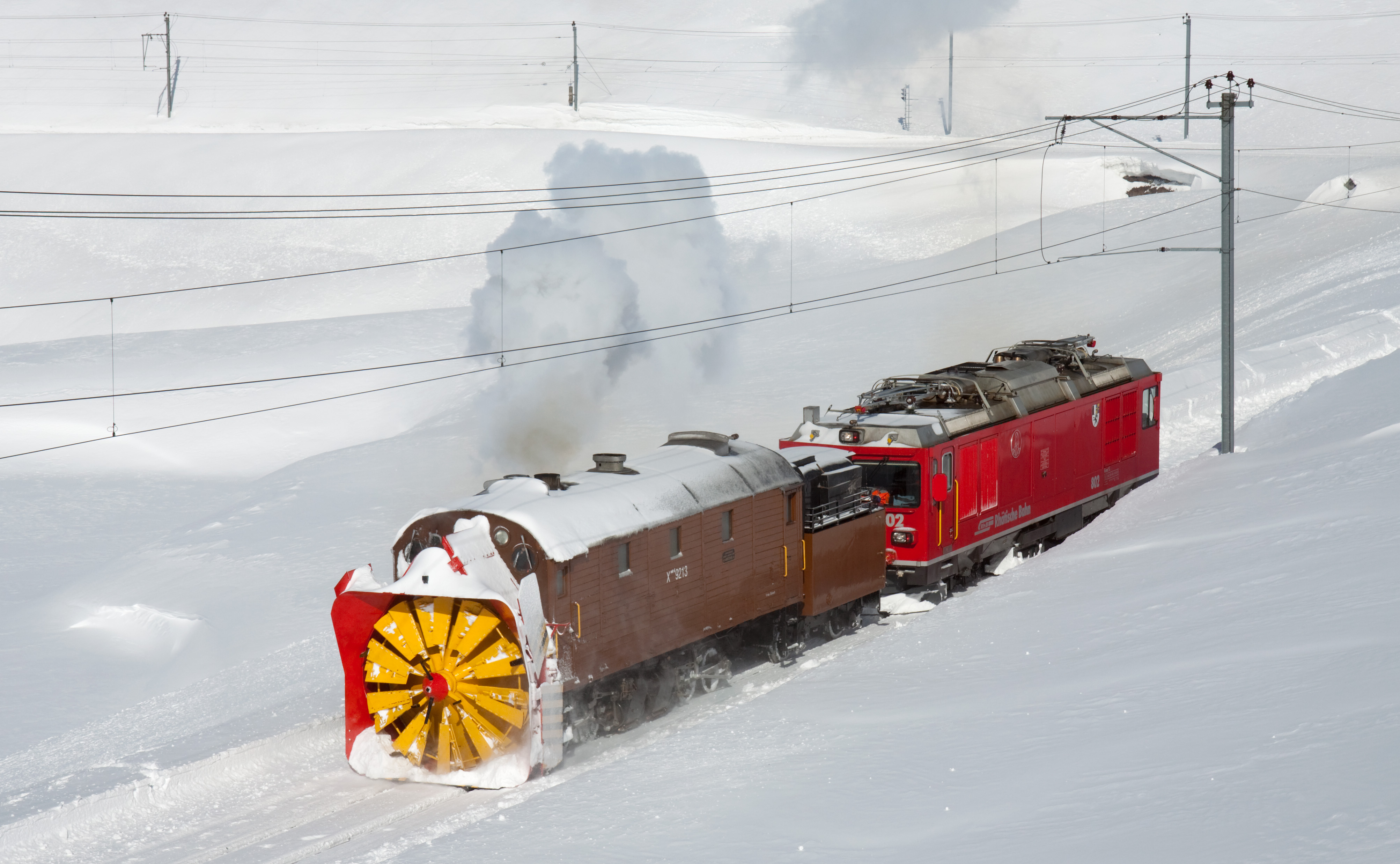
Gem4/4 802号機改造後、Xrot d 9213蒸気ロータリー除雪機関車をディーゼル走行で推進、なお、電気走行で除雪列車が運行されることが多い、2010年
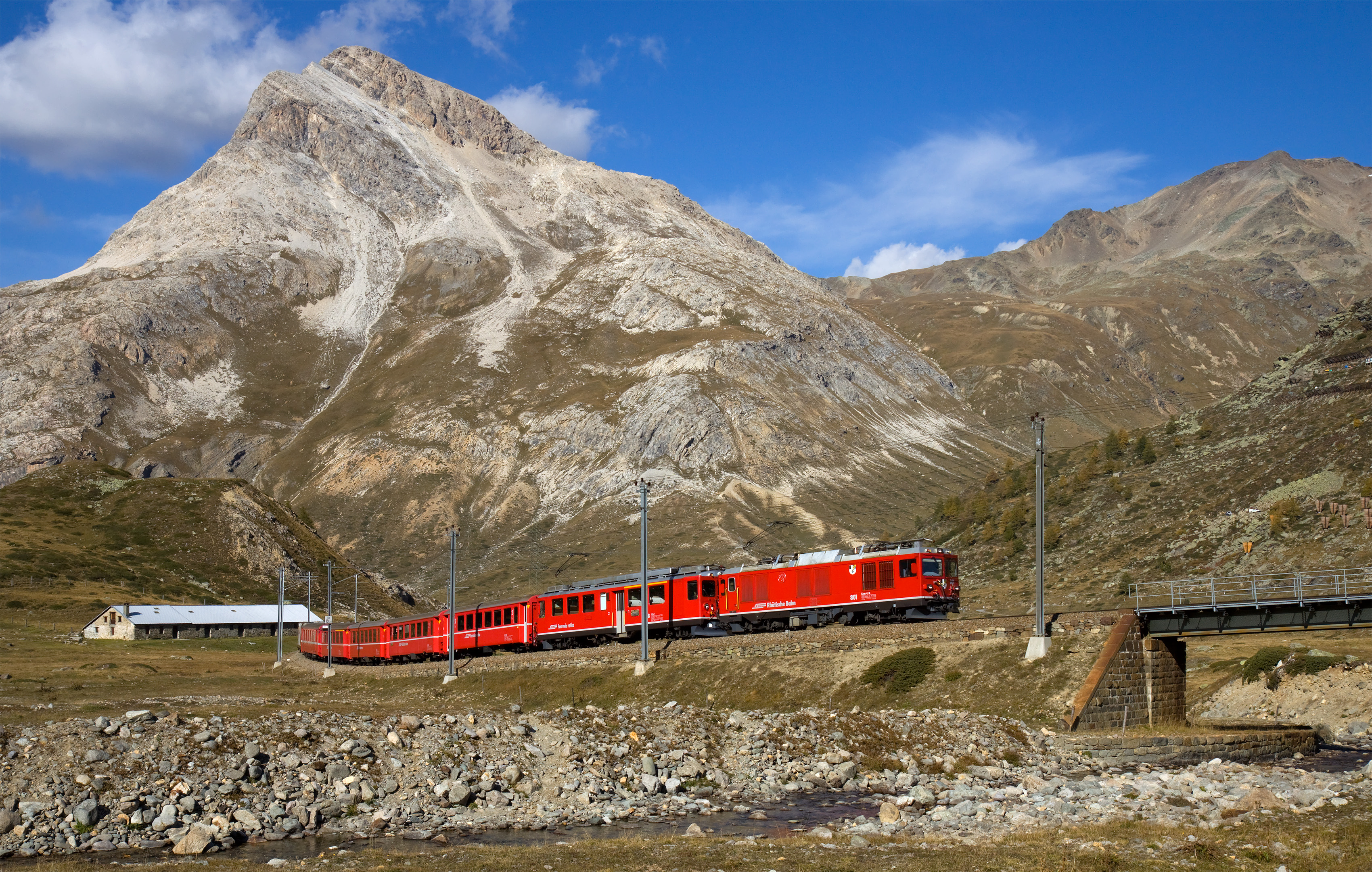
電気走行時には同一性能となるABe4/4 41-49形と重連で旅客列車を牽引、2009年